# Juan Cavia
Juan Cavia (born 14 de janeiro de 1984, Buenos Aires, Argentina) é um ilustrador e diretor artístico argentino.

## Biografia
Desde criança, Juan Cavia desenvolveu as suas aptidões artísticas, nomeadamente o desenho e a ilustração. Em 2004, Juan começa a trabalhar profissionalmente como diretor de arte para cinema, teatro e publicidade.
De 2023 a 2024, Juan colabora com Bruno Nogueira, fazendo ilustrações para a crónica semanal "Aqui Dentro Faz Muito Barulho" para a revista Sábado.

## Banda Desenhada e Parceria com Filipe Melo
Com Filipe Melo, Juan escreve várias novelas gráficas. A dupla começa a colaborar em 2009, com a publicação de As Incríveis Aventuras Dog Mendonça e Pizzaboy, o primeiro volume do que viria a ser uma triologia, com prefácios dos lendários realizadores John Landis, George A. Romero, Lloyd Kaufman e Tobe Hooper, e que viria a ser editada em vários países (França, Polónia, Brasil, EUA, etc.).
Em 2012 a dupla é convidada a escrever para a Dark Horse Presents, uma antologia comemorativa dos 25 anos da Dark Horse Comics, ao lado de Frank Miller e Mike Mignola.
Em 2016, editam "Os Vampiros", novela gráfica que acompanha um grupo de comandos na Guerra Colonial.
Em 2017, Juan e Filipe participam na nona edição da revista Granta Portugal, com edição de Carlos Vaz Marques, com uma história intitulada de "Sleepwalk". Nesse mesmo ano publica com a editora Tinta-da-China a antologia de banda desenhada "Comer/Beber", que inclui "Sleepwalk" e uma nova história inédita, "Majowski", numa edição limitada. Esta antologia voltaria a ser editada em 2021, desta vez pela editada pela Companhia das Letras.
Em 2021 editam a novela gráfica "Balada para Sophie", que é nomeada para dois prémios Harvey e quatro prémios Eisner, entre os quais Melhor Pintor/Artista Multimédia. Em 2022 os direitos deste livro foram comprados pela Universal Studios para desenvolvimento de uma série de televisão.

## Cinem
Como diretor de arte, Juan já trabalhou em 9 longas-metragens, colaborando regularmente com Wanter Cornás..Juan foi também responsável pela cenografia do filme O Segredo dos Seus Olhos, que venceu o Óscar para Melhor Filme Estrangeiro em 2010.